# Trono Ludovisi
O Trono Ludovisi, em que pese ao seu nome, não é um trono senão um bloco de mármore branco, oco na parte posterior e esculpido em baixo-relevo nos seus três lados.  Sua autenticidade é debatida; os que a aceitam, situam-na na Grécia Ocidental, em Magna Grécia, datando-a cerca de 460 a.C. (baseados no "estilo severo" que manifesta, o qual pertence à transição entre o Período Arcaico e começos do Clássico).
O Trono Ludovisi conserva-se no Museo Nazionale Romano, Roma, desde que foi comprado pelo governo italiano em 1894.

## Descrição
O relevo central acostuma interpretar-se como Afrodite saindo do mar, um motivo conhecido como Vênus Anadiómena. A deusa está vestindo-se com uma roupagem diáfana, com a assistência por duas Horas paradas na costa, que se preparam para cobri-la com uma tela que sustêm ambas, o qual a oculta de cintura para embaixo. Os dois relevos dos lados dão as costas discretamente ao mistério do tema central. Uma amostra uma mulher com um véu agachada, colocando o incenso de um timiatério (thymiaterion) que sustém com a sua mão esquerda dentro de um queimador de incenso que se encontra sobre uma tarima. No outro se encontra uma jovem despida, sentada com joelho sobre a outra, enquanto toca a flauta dupla ou aulo; um lenço segura o seu cabelo.

## Descoberta e controvérsia
O Trono foi encontrado em 1887, no que anteriormente era o imenso terreno da Villa Ludovisi em Roma, onde estiveram situados os jardins de Salústio, sendo transladado dentro da Villa Ludovisi, donde recebe o seu nome. Os Ludovisi eram uma família papal que foram mecenas e colecionistas desde princípios do século XVII. As dificuldades financeiras obrigaram à venda da coleção Ludovisi ao Estado italiano em 1894. Os terrenos da Villa Ludovisi foram fracionados, traçaram ruas e o distrito cresceu, cambiando totalmente. Existe um debate a respeito do propósito originário do objeto, o significado dos seus relevos e o lugar onde foi fabricado, mas em 1982 pôde vinculá-lo certamente com um templo em Marasa, perto de Lócris Epicefíria, um templo jônico de Afrodite cujo interior foi reconstruído em 480 a.C. Mediante uma reconstrução do Trono, pôde demonstrar-se que este se ajustava exatamente entre os blocos que ficavam da base do templo; além disso, sugeriu-se que os castiçais de terracota, ou pinakes, de cultos de Lócris Epicefíria, são o único paralelo artístico ao Trono.
As únicas outras representações de uma mulher despida pertencente a este período (c. 460 a.C.) podem encontrar-se na olaria de Ática. Os criticismos a respeito das anomalias anatômicas e os detalhes e dúvidas sobre a autenticidade do Trono Ludovisi, foram resumidos por Jerome Eisenberg num artigo de 1996 em Minerva; ali asseverava, em parte, que a flautista hetera era uma versão derivada de uma psítere do final do século VI a.C., realizado por Eufrônio, cotizado em 1857 no Museu Hermitage da coleção Campana. Eisenberg notou que a representação romana de Penélope guardando luto por Odisseu, embora muito posterior, era a única iconografia na escultura clássica que amostra a uma mulher com as suas pernas cruzadas: a Penélope está completamente vestida.
A iconografia a respeito da temática do Trono Ludovisi não tem paralelo na Antiguidade, pelo qual se acostuma pôr em dúvida. Devido às assistentes se encontrarem paradas sobre uma superfície pedregosa, ofereceram-se algumas interpretações alternativas. Uma é que a figura erguendo-se coincide com a vestimenta ritual de uma deusa ctônica, provavelmente Perséfone, surgindo por uma fenda na terra; cabe destacar que Pandora aparece em forma similar nas pinturas de vários jarrões de Ática. Outra interpretação sugestiona que a figura seja Hera emergindo renascida das águas do Canato, perto de Tirinto, como Hera Parthenos.

## O Trono de Boston
O Trono Ludovisi tem um gêmeo menos conseguido: o Trono de Boston que se encontra no Museu de Belas Artes de Boston. Este apareceu em 1894, pouco depois do leilão da coleção Ludovisi, e foi comprado pelo connoisseur Edward Perry Warren, quem o doou à cidade de Boston. Muitos negam a autenticidade do Trono de Boston. Uma conferência no Palazzo Grassi, Veneza, em 1996, comparou ambos os objetos. Atualmente, o Trono de Boston não é exibido. No caso de não ser uma falsificação produzida ao redor de 1894, poderia tratar-se de uma escultura romana desenhada para ser colocada junto com a grega em algum lugar dos jardins de Salustio.